# 燃点
一个燃料的燃点是指燃料能被明火引燃，并持续燃烧至少五秒的最低温度。在温度更低的闪点，物质会短暂地燃烧，但几乎不会产生可维持火焰继续燃烧的可燃气体。大多数的材料属性表只会列出物质的闪点，而通常都假定物质的燃点比闪点多出约10摄氏度。